# 南十字星戀歌
《南十字星戀歌》是Studio綠茶在2014年9月26日發售的戀愛冒險類型成人遊戲。全27回網路廣播於2013年10月3日至2014年10月2日在音泉網路廣播電台發布，2014年9月24日發售廣播CD。

## 故事
大學生砥部亮輔因為一邊上課一邊打工一邊養著兩個妹妹而倒下，兩個妹妹玲奈和梨奈跳級上完了她們的大學課程。畢業後她們進入位於南海的君主立憲制國家南部島嶼的研究所工作，帶著哥哥一起搬家。砥部亮輔轉入了一所日語大學，分配到特待科四年級，開始了新的校園生活。

## 登場角色

### 主要角色
砥部亮輔
本作男主。
布志名香乃梨（聲：月城真菜）
特待科4年級學生。貴族與日本人的混血兒。被親人們稱為「鋼鐵公主」。
（聲：雪都沙緒梨）
普通科4年級學生。女騎士。和香乃梨是親戚關係。
楢岡魅月
研究科5年級學生。跳級過一次。
波佐見都（聲：夏野冰）
從普通科轉到特待科的4年級學生。砥部亮輔的表妹，小時候一起生活過一段時間。
堤咲弥（聲：くすはらゆい）
普通科3年級學生。

### 其他角色
砥部玲奈&梨奈（聲：有栖川みや美/咲ゆたか）
亮輔的親妹妹。哥哥累倒後跳級讀完了大學。
小代遥佳（聲：櫻川未央）
亮輔的遠房親戚。
九谷由子
特待科4年級學生，亮輔的同班同學，學生委員會成員。
萩真名
普通科5年級學生。
（聲：宮沢ゆあな）
普通科3年級學生。
小鹿田光
特待科4年級學生。
萩主水
特待科4年級學生。亮輔的親戚。

亮輔的同班同學。
波佐見弘樹
學生會會長。都的哥哥。

香乃梨的秘書、女僕。
（聲：/）
香乃梨的女僕。

## 主題曲

### 片頭曲
glow in the darkness
歌：fripSide / 作詞：Lira / 作曲・編曲：Kai kawasaki
Dash Out!!
歌：AiRI / 作詞・作曲・編曲：

### 片尾曲
歌：i.o / 作詞・作曲：津上潤也 / 編曲：

## 評價
《南十字星戀歌》在Getchu.com的2014年9月銷量榜上排名第2名，2014年排名第9名。